# علم كرواتيا

علم كرواتيا

علم جمهورية كرواتيا الشعبية 1945-1990

ولاية كرواتيا المستقلة خلال الحرب العالمية الثانية 1941-1945

علم القوات البحرية الكرواتية

أعتمد علم كرواتيا الحالي في 21 كانون الأول - ديسمبر سنة 1990، والعلم الكرواتي مشابه للعلم الهولندي والعلمين اللوكسمبورغي والباراغواياني ويتكون من 3 شرائط أفقية مستوحاة منذ عام 1848 من ألوان علم روسيا وهي الأحمر، الأبيض والأزرق ويتوسطه شعار النبالة في زاوية الوسط.

## معاني ألوان العلم
- الأحمر: يرمز إلى الشجاعة والقوة ودم الشهداء.
- الأبيض: يرمز إلى السلام والصدق.
- الأزرق: يرمز إلى الحقيقة والولاء وإلى البحر الأدرياتيكي الذي تطل عليه كرواتيا.

## وصف العلم وشعار النبالة
عندما كانت كرواتيا جزءاً من جمهورية يوغوسلافيا الاشتراكية الاتحادية كان العلم يحتوي على نجمة حمراء بحدود صفراء واستبدلت بشعار النبالة عام 1990 بعد حوالي 10 أشهر من انفصالها عن الاتحاد (21 ديسمبر 1990).
يمثل الشعار الدروع الـ5 في الأعلى تمثل أقاليم كرواتيا الـ5 وهي (كرواتيا القديمة - دوبروفنيك - دالماتيا - إستريا - سلافونيا) بينما تمثل رقعة الشطرنج التي تتكون من 13 حقل أحمر و12 حقل أبيض المعطف الرئيسي للأسلحة.

## أعلام مشابهة

علم هولندا
علم لوكسمبورغ
علم صربيا والجبل الأسود المجاورة
علم باراغواي
علم تشيلي السابق (1817-1818)
علم لوس ألتوس
علم القرم